# Tour cybernétique de Liège

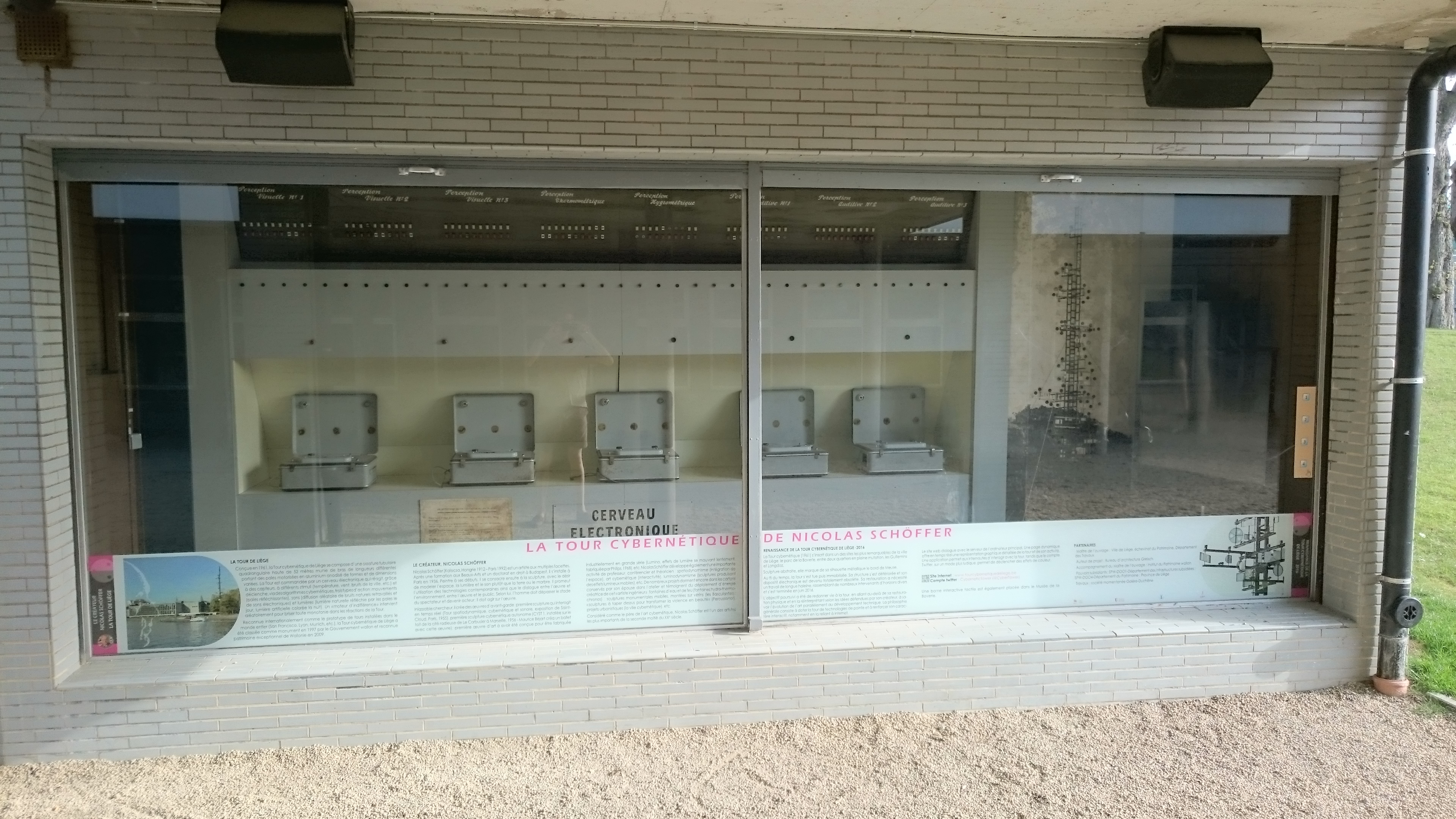
« Cerveau électronique » original de la Tour cybernétique de Liège.

La Tour cybernétique de Liège est une œuvre monumentale de l'artiste franco-hongrois Nicolas Schöffer de 1961. Elle se trouve dans le parc de la Boverie à Liège en Belgique, à proximité du palais des congrès, et est remise en fonction en mai 2016 plus de 45 années après avoir été désactivée. C'est l’œuvre la plus monumentale de l'artiste.
Elle est officiellement ré-inaugurée le 21 juin 2016, date du solstice d'été.

## Histoire
Inaugurée le 10 juin 1961 sur commande de la ville de Liège, la tour monumentale de Nicolas Schöffer construite à Liège est une sculpture métallique très complexe de 52 mètres de haut faisant partie du projet Tour Lumière Cybernétique. Elle est à l'époque qualifiée de « Spatiodynamique, cybernétique et sonore ». À l’origine, elle réagissait à son environnement grâce à un cerveau électronique situé dans le Palais des Congrès. Dans ce but, l’œuvre est notamment équipée de microphones, de capteurs de lumière, d’un hygromètre et d'un anémomètre. Après analyse des données, cette intelligence artificielle les traduisait par le mouvement des plaques polies, par des jeux de lumière tant naturelle qu'artificielle et par la production de séquences sonores composées par Henri Pousseur et une mise en scène de Pierre Arnaud. Elle avait même la possibilité de n’en faire qu'à sa tête. L’œuvre est cependant de taille moindre que d'autres projets de tour Lumière Cybernétique de Nicolas Schöffer, ne comprenant notamment pas de plateforme destinée à accueillir un public.
Un mur lumière de 80 mètres de long est également projeté sur la façade du palais des congrès.
Au moment de son inauguration, les Liégeois, désarçonnés par sa nouveauté technologique, architecturale, musicale et lumineuse, ne lui manifestent que peu d’intérêt.
Faute d’entretien approprié, la tour est désactivée dès 1970 dans l’indifférence presque totale. Cependant, ce témoignage d’une époque où la foi dans le progrès scientifique était inébranlable continue de fasciner. En 1997, la tour et ses composants matériels sont classées au patrimoine immobilier de la Région wallonne par le Ministre-président de la Région wallonne Robert Collignon, avant d'être classés en 2009 au patrimoine exceptionnel. Ce notamment après 20 ans d'efforts et de ténacité de Philippe Hoornaert, membre du bureau de l'Association Des Amis De Nicolas Schöffer, et qui est le représentant en Belgique pour le classement et la restauration de la tour cybernétique de Liège.
Les premières démarches pour sa restauration débutent en 2002 mais l’absence de documentation complique terriblement le travail. En mai 2015, la tour est démontée en vue d'une rénovation complète sous supervision du Bureau d'études Greisch pour un montant de 2 millions et demi d'euros, permettant à terme de la rendre opérationnelle. Sont notamment actualisés le système de commande, son système électrique obsolète et les éclairages. L’œuvre est complètement restaurée et les éléments électriques tels le cerveau et les lumières, remplacées par des LED, sont modernisés. 
Celle-ci est remise en fonction le 7 mai 2016 à l'occasion de l'inauguration de la passerelle La Belle Liégeoise et de l'ouverture du Musée La Boverie, avec une ré-inauguration formelle de la tour elle-même le 21 juin 2016,,.
Un site web permettant d'interagir avec la tour a vu le jour en septembre 2016.
À la suite de la rénovation décidée de la tour, la veuve de l’artiste, Éléonore Schöffer, annonce son intention de céder à la ville de Liège les collections en sa possession.

## Classement
La tour est reprise sur la liste du patrimoine immobilier exceptionnel de la Wallonie.